# Thaís Fersoza
Thaís Cristina Soares dos Santos Teló, mais conhecida como Thaís Fersoza (Rio de Janeiro, 13 de abril de 1984), é uma atriz e apresentadora brasileira. Após alguns trabalhos iniciais, se tornou conhecida como a rebelde Gisela, em Estrela-Guia. Dentre seu maiores papéis de destaque, em 2011 interpretou a rica e mimada Patrícia, em Vidas em Jogo, e em 2016 deu vida a perversa vilã Maria Isabel, em Escrava Mãe.

## Carreira
Estreou na televisão em 1997, aos treze anos, na terceira temporada de Malhação como a ginasta Ângela. Na sequência interpretou Ritinha em Corpo Dourado e, em 1999, retornou para a quinta temporada de Malhação como a antagonista principal Carla. Em 2000 viveu a romântica Érica na novela Esplendor de Ana Maria Moretzsohn e em 2001 ganhou destaque como a rebelde Gisela em Estrela-Guia, par romântico de Carlos Charles, papel de Rodrigo Santoro. Fez ainda algumas participações especiais nos programas Brava Gente, Sítio do Picapau Amarelo e A Turma do Didi. Ainda em 2001 interpretou Thelma em O Clone. Por conta desse trabalho foi convidada em 2003 para mediar o debate entre especialistas, convidados e telespectadores no programa Tá na Roda ao lado do psiquiatra Jairo Bouer.
Em 2005 assina com o SBT para viver sua primeira protagonista, a camponesa sofredora Mariana em Os Ricos Também Choram. Em 2006 migrou pra RecordTV, estrelando Bicho do Mato, Caminhos do Coração, Os Mutantes
e Sansão e Dalila. Em 2011 interpretou a arrogante Patrícia em Vidas em Jogo, que formava o triângulo principal. Em 2013 interpretou a antagonista Rosália em Dona Xepa, uma moça maldosa que humilhava a mãe por ser pobre e tentar aplicar um golpe em um rapaz rico. Em 2016 interpretou sua personagem de maior destaque, a antagonista Maria Isabel em Escrava Mãe, uma mulher diabólica que maltratava os escravos e especialmente a protagonista, pelo qual foi indicada a alguns prêmios. Em 2022, ela se tornou a apresentadora de bastidores do The Voice +.

## Vida pessoal
Seu nome artístico "Fersoza" veio da fusão do sobrenome Fernandes, da mãe, e Soares, do pai, com um "Za" aludindo ao Santos de seu nome de batismo. Em 2004 começou a namorar o ator Joaquim Lopes. Em 2005 foram morar juntos. O casal oficializou a união em 25 de abril de 2009, na Igreja São José, em São Paulo. Entre os convidados, estavam os atores Gabriel Gracindo, Rafaela Mandelli, Fernando Pavão, Julianne Trevisol e o autor Tiago Santiago. O casamento, no entanto, durou apenas uma semana e o casal terminou durante a lua-de-mel. Logo após o rompimento, Joaquim assumiu o namoro com a atriz Paolla Oliveira, com quem mantinha um relacionamento extraconjugal.
Em 2012 começou namorar o cantor Michel Teló. Em 2013 ficaram noivos. No início de 2014 foram viver juntos, e casaram-se oficialmente em 14 de outubro de 2014, em uma cerimônia íntima, só para a família, realizada na mansão do casal, com a presença de um padre e de um juiz. Em 1 de agosto de 2016 nasceu a primeira filha do casal, Melinda Soares Teló. Três meses depois, Thaís descobriu estar grávida novamente, dando a luz a Teodoro Soares Teló, em 25 de julho de 2017. Seus dois filhos nasceram de cesariana, na capital paulista.

## Filmografia

### Televisão
| Ano  | Título                   | Personagem / Cargo          | Notas                                                           |
| ---- | ------------------------ | --------------------------- | --------------------------------------------------------------- |
| 1997 | Malhação                 | Ângela da Silva             | Temporada 3                                                     |
| 1998 | Corpo Dourado            | Ritinha                     |                                                                 |
| 1999 | Malhação                 | Carla Duncan                | Temporada 5                                                     |
| 1999 | Você Decide              | Maria                       | Episódio: "Meus Dois Fantasmas"                                 |
| 2000 | Esplendor                | Erica Berger                |                                                                 |
| 2001 | Sítio do Picapau Amarelo | Cinderela                   | Episódio: "A Festa do Faz de Conta"                             |
| 2001 | Estrela-Guia             | Gisela Rios                 |                                                                 |
| 2001 | O Clone                  | Telma Valverde (Telminha)   |                                                                 |
| 2003 | Agora É Que São Elas     | Fátima Martins (Fatinha)    |                                                                 |
| 2003 | Tá na Roda               | Apresentadora               |                                                                 |
| 2004 | Sob Nova Direção         | Daniele                     | Episódio: "Confusões de Adolescente"                            |
| 2005 | Mandrake                 | Denise                      | Episódio: "Eva"                                                 |
| 2005 | Os Ricos Também Choram   | Mariana Dominguez           |                                                                 |
| 2006 | Bicho do Mato            | Tiniá Guaporá               |                                                                 |
| 2007 | Caminhos do Coração      | Célia de Souza (Celinha)    |                                                                 |
| 2009 | Os Mutantes              | Célia de Souza (Celinha)    |                                                                 |
| 2011 | Sansão e Dalila          | Samara                      |                                                                 |
| 2011 | Vidas em Jogo            | Patrícia Camargo Leal (Pat) |                                                                 |
| 2013 | Dona Xepa                | Rosália Coelho Losano       |                                                                 |
| 2015 | Milagres de Jesus        | Yarin                       | Episódio: "A Mulher Samaritana" Episódio: "Milagres em Samaria" |
| 2016 | Escrava Mãe              | Maria Isabel de Avelar      |                                                                 |
| 2022 | The Voice +              | Repórter                    | Temporada 2                                                     |
| 2022 | The Voice Brasil         | Repórter                    | Temporada 11                                                    |
| 2024 | Big Brother Brasil       | Repórter                    | Temporada 24                                                    |

### Cinema
| Ano  | Título                     | Personagem         |
| ---- | -------------------------- | ------------------ |
| 2006 | Gatão de Meia Idade        | Patrícia           |
| 2009 | Carmo                      | Viviane            |
| 2012 | O Diário de Tati           | Camila Pessegueiro |
| 2016 | Milagres de Jesus: O Filme | Yarin              |

### Internet
| Ano           | Título       | Cargo         |
| ------------- | ------------ | ------------- |
| 2017–presente | Tatá Fersoza | Apresentadora |

### Dublagem
| Ano  | Título        | Personagem |
| ---- | ------------- | ---------- |
| 2018 | Muppet Babies | Nanny      |

### Videoclipes
| Ano  | Canção             | Artista     |
| ---- | ------------------ | ----------- |
| 2016 | "Chocolate Quente" | Michel Teló |

## Teatro
| Ano  | Título                              | Personagem |
| ---- | ----------------------------------- | ---------- |
| 2003 | Confidências e Confusões Masculinas | Tati       |

## Prêmios e indicações
| Ano  | Prêmio                          | Categoria                  | Nomeações        | Resultado |
| ---- | ------------------------------- | -------------------------- | ---------------- | --------- |
| 2002 | Troféu Super Cap de Ouro        | Atriz                      | O Clone          | Venceu    |
| 2011 | Prêmio Master de Qualidade      | Melhor Atriz de Telenovela | Vidas em Jogo    | Venceu    |
| 2016 | Troféu UOL                      | Melhor Atriz               | Escrava Mãe      | Indicada  |
| 2018 | Prêmio Influenciadores Digitais | Família (voto técnico)     | Canal no Youtube | Venceu    |
| 2018 | Prêmio Influenciadores Digitais | Família (voto popular)     | Canal no Youtube | Venceu    |
| 2019 | Prêmio Área VIP                 | Melhor Canal do Youtube    | Canal no Youtube | Indicada  |
| 2020 | Prêmio Influenciadores Digitais | Família                    | Canal no Youtube | Pendente  |
| 2021 | Prêmio iBest                    | Comportamento e Família    | Canal no Youtube | Pendente  |